# 입체안경
입체안경(立體眼鏡)은 양쪽 눈에 각각 다른 영상을 보이게 하여서 평면영상을 입체적으로 볼 수 있게 하는 안경이다.
종류에는 능동형과 수동형이 있으며 능동형으로는 3DTV에 많이 사용되는 액정셔터방식이 있으며, 수동형으로는 편광렌즈방식과 2색조합 안경이 있다.

## 같이 보기
- 스테레오스코피
- 3차원 영화
- 3차원 텔레비전
- 3차원 디스플레이